# Oshikango
Oshikango ist seit dem 1. September 2003 Teilstadt von Helao Nafidi und Verwaltungssitz des Wahlkreises Oshikango in der Region Ohangwena im äußersten Norden Namibias.
Oshikango ist Zentrum eines vegetationsreichen, verhältnismäßig dicht besiedelten und landwirtschaftlich geprägten Gebietes und Teil des ehemaligen Ovambolandes.

## Infrastruktur
Der Ort liegt rund 50 Kilometer nördlich von Oshakati und als namibischer Grenzübergang unmittelbar an der Landesgrenze zu Angola und unterhält dort einen tagsüber geöffneten Grenzübergang, der auf angolanischer Seite den Namen Santa Clara trägt. Oshikango bildet das nördliche Ende der namibischen Nationalstraße B1. Außerdem verfügt der Ort über einen Flugplatz und einen Bahnhof mit Eisenbahnverbindung über die Bahnstrecke Tsumeb–Oshikango nach Tsumeb und weitere Teile des Landes.

## Wirtschaft

### Aktuelle Situation
Aufgrund der Lage an der angolanisch-namibischen Grenze, spielte in Oshikango der Handel von Gütern aller Art eine große Rolle. Seit Anfang 2012 ist der Ort jedoch von einem akuten Abzug von Geschäften und Einwohnern betroffen und entwickelt sich langsam zur Geisterstadt.
Seit Mitte September 2014 ist der angolanische Kwanza – neben dem Namibia-Dollar – offiziell akzeptierte Währung. Hiermit erhofft sich die namibische Regierung die erneute Ankurbelung des Grenzhandels.

### Situation vor 2012
Oshikango liegt direkt an der durchweg gut ausgebauten Nord-Süd-Straßenverbindung von der namibisch-angolanischen Grenze bis nach Südafrika, wovon es bezüglich seines heutigen Charakters als Handelszentrum nachhaltig profitierte. Die Stadt wird dabei besonders von kaufkräftigen Angolanern frequentiert.
Zeitweilig war in Oshikango diesbezüglich ein regelrechter Boom zu erkennen. Die Tatsache, dass in Angola nach jahrzehntelangem Bürgerkrieg einerseits nun ein enormer Bedarf an Konsumgütern besteht und, andererseits, Handelszentren wie Oshikango aufgrund der infolge der Kriegshandlungen vielfach zerstörten innerangolanischen Infrastruktur für Südangolaner weiterhin leichter erreichbar bleiben als in etwa die angolanische Hauptstadt Luanda, trug maßgeblich zu diesem Boom bei: Bis 1996, also bevor der wirtschaftliche Boom seinen Lauf nahm, bestand Oshikango lediglich aus wenigen Häusern und einer Schule.
Weil aber angolanische Staatsangehörige neuerdings nicht mehr ungehindert US-Dollar aus ihrem Land ausführen dürfen, ist der Umsatz des örtlichen Handels in jüngster Zeit etwas zurückgegangen (2009). Diese Entwicklung ist seit etwa 2003 zu beobachten. Außerdem, weil die meisten Importe in US-Dollar bezahlt werden, wurden die Kosten für den Import von Waren für die Händler in den letzten Jahren aufgrund eines fortschreitenden Wertverfalls des US-Dollars immer höher, da die Käufer vor Ort vornehmlich Namibia-Dollar oder südafrikanische Rand zur Zahlung verwenden.
Neben einigen namibischen Unternehmern hat sich in Oshikango über die Jahre eine große Zahl an angolanischen und, vor allem, chinesischen Kaufleuten niedergelassen. Dem ersten chinesischen Händler in Oshikango, welcher sich 1999 hier niederließ, folgten in wenigen Jahren zahlreiche weitere. Für die chinesischen Kaufleute, welche in Oshikango aktiv sind, stellen, gemessen am Umsatz, die Angolaner den bei weitem wichtigsten Kundenstamm dar, obwohl natürlich auch Namibier zu ihren Kunden zählen. Die Errichtung neuer Einkaufszentren und Lagerhallen schreitet bis heute unvermindert fort (2009). 2009 wurde ein neues Einkaufszentrum namens „China Town“ in Oshikango gebaut, welches weitere 70 chinesische Geschäfte beherbergt.
Der informelle Sektor ist in Oshikango ebenfalls sehr stark vertreten und versucht, aus der starken Frequentierung der Stadt, z. B. durch LKW-Fahrer, Kapital zu schlagen. Der informelle Sektor konzentriert sich hierbei vor allem auf den Verkauf von Essen und Lebensmitteln.
Der Gebrauchtwagenmarkt von Oshikango wird heute (2005) hauptsächlich von Pakistanis kontrolliert, welche neben den Chinesen eine weitere, nicht unbedeutende, Minderheit in der Stadt darstellen. Außerdem gibt in Oshikango portugiesische Familien, welche nach dem Ende der portugiesischen Kolonialzeit in Angola 1974/75 ins heutige Namibia übergesiedelt waren und sich nun aktiv am örtlichen Wirtschaftsgeschehen beteiligen.